# Piper venulosissimum
Piper venulosissimum är en pepparväxtart som beskrevs av Truman George Yuncker. Piper venulosissimum ingår i släktet Piper och familjen pepparväxter. Inga underarter finns listade i Catalogue of Life.